# Laurence Jackson
Laurence Jackson (* 16. September 1900 in Carnwath; † 27. Juli 1984 in Biggar) war ein schottischer Curler und Olympiasieger.
Jackson spielte als Lead der britischen Mannschaft bei den I. Olympischen Winterspielen 1924 in Chamonix im Curling. Die Mannschaft, sein Vater William Kilgour Jackson war der Skip, gewann die olympische Goldmedaille.

## Erfolge
- Olympiasieger 1924